# 지각 평형설
지각 평형설(地殼平衡說)은 지각이 밀도가 큰 하부층, 즉 연약권에 떠 있으면서 중력적인 평형을 유지한다는 가설이다. 히말라야 산맥에서의 연직선의 편차를 설명하기 위해 조지 비덱 에어리와 존 헨리 프래트가 주장한 설로, 후의 더튼(Dutton, 1889)이 isostasy라 명명하였다. Isostasy는 그리스 어원의 용어로서 등 안정성을 의미한다.

## 개관
넓은 지역을 대상으로 고도와 지형 변화에 기인하는 중력 보정을 실시하여 부게 이상(anomaly bouguer anomaly)을 구해보면, 부게 이상이 그 지역의 지형과 매우 밀접한 관계가 있음을 알 수 있다. 부게 이상값이 해변에서는 0에 가깝고, 해양에서는 심해저 쪽으로 갈수록 (+)의 값으로 증가하며, 육지에서는 고지대 쪽으로 갈수록 (-)의 값으로 감소한다. 이러한 사실은 고지대에서는 해수면 상부에 존재하는 질량을 보상하기 위하여 지각의 평균 밀도보다 작은 밀도의 물질이 해수면 하부에 존재해야 하며, 반대로 해저 분지에 존재하는 물질의 밀도는 지각의 평균 밀도보다 커야함을 말해 준다. 즉, 평형 상태를 유지하기 위해서는 모호면 하부에 해수면과 평행한 임의의 기준면을 잡을 때 그 상부에 있는 질량에 의하여 단위 면적당의 중량은 일정해야 할 것이며, 만약 그렇지 못하면 고지대는 침강하고 분지는 융기하게 될 것이다. 이러한 평형 상태를 일컬어 지각 평형이라 한다.

## 지각 평형설의 발달
지각 평형설에 대한 언급이 시작된 것은 1855년에 히말라야 산맥 부근에서 삼각 측량이 시행되었을 때이다. 프래트(Pratt)의 실제 관측 결과, 히말라야 산맥 부근에서 측량기의 연직추는 산맥의 질량에 의해 계산된 기울어짐의 1/3에 지나지 않았다. 이러한 현상에 대해 에어리와 프래트가 각각 가설을 제시했다. 에어리와 프래트의 가설에 대한 논란은 근 1세기 동안 계속되었으며 이들의 가설을 뒷받침하기 위하여 헤이즈카넨(Heiskanen)의 수정, 헤이포드(Hayford)의 수정, 베닝메나즈(Vening Meinesz)의 가설 등이 제안되었으나 지각평형에 대한 완전한 모델은 아직 완성되지 못한 상태이다. 지각 평형이란 용어는 에어리와 프래트의 가설 발표 후에 더튼이 지각의 평형 상태를 일컬어 지각 평형이란 용어를 사용했다.

## 가설

### 에어리의 가설
에어리(Airy, 1855)는 길이가 서로 다른 동 막대기들이 수은 위에 떠 있는 경우로 지각 평형을 비유했다. 수은면 위에 더 많이 올라온 동 막대기일수록 그 밑은 수은 속으로 더 깊게 잠겨있는 것처럼 고산 지대에서는 지각이 맨틀 안으로 더 깊게 내려가고, 해저 분지에서는 반대로 얕게 나타난다는 것이다. 그의 설명에 의하면 지각 평형은 얇고 딱딱하며 밀도가 균일한 지각이 밀도가 더 큰 맨틀 위에 떠있는 상태이다. 이때 가장 깊게 내려간 산맥의 뿌리와 접하는 수평면은 최상의 등압력면이라 하며, 이 면 상부에 있는 질량에 의하여 이 면에 작용하는 압력은 어디에서나 같음을 뜻한다.

### 프래트의 가설
프래트(Pratt, 1859)은 에어리의 가설을 부분적으로 비판하며 지각 평형에 대해 다른 설명을 내놓았다. 프래트의 가설은 산맥이나 해양 지역에서 해수면의 상하부에 존재하는 초과 또는 결핍된 질량만큼 지각의 밀도가 작아지거나 커지는 보상 작용에 의하여 지각이 평형을 이룬다는 설이다. 프래트는 이를 밀도와 길이가 서로 다른 금속 막대기가 수은 위에 떠있는 경우로 비유했는데, 밀도가 작은 막대기일수록 수은면으로부터 더 높이 솟아있으나 수은면 밑으로 잠긴 부분의 길이는 모든 막대기가 같아서 일정한 수평면을 이루고 있다. 즉, 보상 깊이는 해수면으로부터 일정하며 해수면과 평행산 수평면을 이루며, 고지대에서의 지각 물질의 밀도는 지각의 평균 밀도보다 작고, 반대로 해저 분지에서는 크다. 프래트의 가설도 보상 깊이상의 면 상부에 있는 질량에 의해 이 면에 작용하는 압력은 어디에서나 같다고 설명하며, 이는 에어리의 가설에서 최상의 등압력면에 작용하는 압력이 어디에서나 같았음과 같은 맥락의 설명이다.

### 헤이즈카넨의 방법
지진파의 연구 결과에 의하면, 일반적으로 산맥에서 지각은 두껍고 깊으며, 해저 분지에서는 얇고 얕아서 에어리의 가설이 일면 타당한 것처럼 보이지만, 산맥과 해저에서의 밀도가 서로 다르다는 점에서는 프래트의 가설이 타당하다. 이러한 지진파와 중력 연구 결과를 종합하여 헤이즈카넨(Heiskanen)은 2/3는 에어리의 모델, 1/3은 프래트의 모델을 따른다고 설명하며 수정된 지각 평형 모형을 제시했다.

## 지각평형의 예

### 핀란드의보트니아만
현재 세계에서 고도가 가장 심하게 변하고 있는 지역 중의 하나로서, 수년 간에 걸친 측정 결과에 의하면 1년에 약 9mm 정도의 융기가 일어났다고 한다. 이와 같은 융기는 플라이스토세(Pleistocene)에 빙하 중심부였던 이 지역이 얼음의 하중에 의하여 침강하였다가, 얼음이 녹아 없어지면서 지각 평형을 이루기 위해서 융기가 진행 중에 있는 것으로 알려지고 있다.

## 중력과 지각평형

### 지각 평형 보정
지각 평형설에 따른 지각의 수평적 밀도 변화나 두께 변화에 대해 중력값을 보정해주는 것을 말한다. 중력 탐사에서 최종적으로 필요한 중력값은 각종 보정을 거친 중력값에서 표준 중력값을 뺀 값인데, 표준 중력값은 지구 중심으로부터의 거리가 같은 곳의 밀도는 모두 일정하다는 가정하에 유도된 값이다. 그러나 지각 평형설에 의하면 밀도가 일정하지 않으므로 이에 대한 보정도 필요하다. 주로 대규모 중력 탐사에 필요하다.

### 지각 평형 이상
지각 평형 보정까지 실시하여 얻은 중력 이상으로 부게 이상에서 지각 평형 보정량을 뺀 값이다. 프래트의 가설에 의한 보정을 실시한 값은 프래트(또는 헤이포드) 지각 평형 이상이라 하며, 에어리의 가설을 이용한 보정은 에어리(또는 헤이즈카넨) 지각 평형 이상이라고 한다.

## 참고 문헌
1. 1 2 3 4  http://gpl.snu.ac.kr/mediawiki%5B깨진+링크(과거+내용+찾기)%5D
2. 1 2 3 4 5 6  민경덕,서정희,권병두, 기초지구물리학, 우성출판사, 2002

## 같이 보기
- 전중력